# The Salvation
Pour les articles homonymes, voir The Salvation (film).
Albums de Skyzoo
Cloud 9: The 3 Day High
(2006) Live from the Tape Deck
(2010)
Singles
1. The Beautiful Decay
Sortie : 13 juillet 2009
2. Popularity
Sortie : 8 septembre 2009
3. Easy to Fly
Sortie : 15 mars 2010
4. My Interpretation
Sortie : 21 avril 2010

The Salvation est le premier album studio de Skyzoo, sorti le 29 septembre 2009.
Le rappeur de Brooklyn a déclaré avoir porté cet album depuis l'âge de neuf ans, concrétisant enfin chaque image qu'il voulait peindre et chaque histoire qu'il voulait raconter. Il s'agit d'un opus dans lequel Skyzoo se dévoile de façon très personnelle.
L'album s'est classé 4e au Top Heatseekers.

## Liste des titres
| No  | Titre                                                            | Contient un (des) sample(s) de                                           | Durée |
| --- | ---------------------------------------------------------------- | ------------------------------------------------------------------------ | ----- |
| 1.  | The Opener (Produit par Cyrus Tha Great)                         | December Will Be Magic Again de Kate Bush                                | 5:56  |
| 2.  | Return of the Real (Produit par Just Blaze)                      | Dreams de Stark Reality                                                  | 4:13  |
| 3.  | The Beautiful Decay (Produit par 9th Wonder)                     | How Love Hurts des Sylvers The World Is Yours de Nas                     | 3:54  |
| 4.  | My Interpretation (Produit par Best Kept Secret)                 | Back to the Projects de Johnny Hammond How High de Method Man and Redman | 3:45  |
| 5.  | Popularity (Produit par Nottz)                                   |                                                                          | 3:49  |
| 6.  | Like a Marathon (Produit par 9th Wonder)                         | When Will My Love Be Right de Robert Winters and Fall                    | 3:37  |
| 7.  | The Shooter's Soundtrack (Produit par Cyrus Tha Great)           |                                                                          | 5:37  |
| 8.  | Under Pressure (Produit par 9th Wonder)                          | Walk on By de The Undisputed Truth                                       | 3:55  |
| 9.  | Penmanship (Produit par Black Milk)                              |                                                                          | 2:52  |
| 10. | Dear Whoever (Produit par Illmind)                               | No One Can Love You More de Phyllis Hyman                                | 4:15  |
| 11. | For What It's Worth (Produit par Eric G)                         | My Lonely Room de Dee Dee Bridgewater                                    | 4:53  |
| 12. | The Necessary Evils (Produit par Needlz)                         |                                                                          | 3:42  |
| 13. | Easy to Fly (featuring Carlitta Durand – Produit par 9th Wonder) | Seven Long Years de Bedlam Why Don't We Love Each Other de Kwick         | 4:29  |
| 14. | Bottom Line (Produit par Eric G)                                 | It's Got to Change de Lou Ragland                                        | 3:50  |
| 15. | Metal Hearts (Produit par 9th Wonder)                            | I'm Gonna Love You Just a Little More Baby de Barry White                | 3:34  |
| 16. | Maintain (Produit par Nottz)                                     | Pretty Flower d'Harold Melvin & the Blue Notes                           | 4:54  |